# Dmitri Klokov
Dmitri Viatcheslavovitch Klokov (em russo:  Дмитрий Вячеславович Клоков; 13 de fevereiro de 1983, em Balachikha, oblast de Moscou) é um halterofilista russo.
Dmitri Klokov foi campeão mundial em 2005, na categoria até 105 kg, com 419 kg no total combinado (192 no arranque e 227 no arremesso). Foi vice-campeão mundial em 2010 e em 2011 e medalhista de prata nos Jogos Olímpicos de Pequim 2008. Conquistou ainda medalha de bronze por duas vezes nos campeonatos mundiais (2006, 2007).
Quadro de resultados
| Ano  | Competição                | Local         | Classe de peso | Arranque | Arremesso | Total    | Pos. |
| ---- | ------------------------- | ------------- | -------------- | -------- | --------- | -------- | ---- |
| 2002 | Campeonato Mundial Júnior | Havířov       | 0–94 kg        | 157,5 kg | 207,5 kg  | 365 kg   | 2.   |
| 2002 | Campeonato Europeu Júnior | Nuoro         | 0–94 kg        | 160 kg   | 207,5 kg  | 367,5 kg | 4.   |
| 2003 | Campeonato Mundial Júnior | Hermosillo    | –105 kg        | 170 kg   | 210 kg    | 380 kg   | 2.   |
| 2004 | Campeonato Europeu        | Kiev          | –105 kg        | 185 kg   | 225 kg    | 410 kg   | 4.   |
| 2005 | Campeonato Mundial        | Doha          | –105 kg        | 192 kg   | 227 kg    | 419 kg   | 1.   |
| 2006 | Campeonato Mundial        | Santo Domingo | –105 kg        | 188 kg   | 218 kg    | 406 kg   | 3.   |
| 2007 | Campeonato Mundial        | Chiang Mai    | –105 kg        | 190 kg   | 221 kg    | 411 kg   | 3.   |
| 2008 | Jogos Olímpicos           | Pequim        | –105 kg        | 193 kg   | 230 kg    | 423 kg   | 2.   |
| 2010 | Campeonato Europeu        | Minsk         | –105 kg        | 185 kg   | 224 kg    | 409 kg   | 1.   |
| 2010 | Campeonato Mundial        | Antália       | –105 kg        | 192 kg   | 223 kg    | 415 kg   | 2.   |
| 2011 | Campeonato Mundial        | Paris         | –105 kg        | 196 kg   | 232 kg    | 428 kg   | 2.   |

Dmitri é filho de Viatcheslav Klokov, campeão mundial em halterofilismo.